# Assol (Vorname)
Assol (Ассоль) ist ein weiblicher russischer Vorname. 

## Herkunft und Bedeutung
Der Name ist ein Kunstwort aus dem Roman Purpursegel von Alexander Grin, worin er die Hauptfigur, ein Mädchen vom Meeresstrand, bezeichnet. In der Regel enden originär russische weibliche Vornamen auf -а, hier wird jedoch die Weiblichkeit durch das Weichheitszeichen (-ь) am Ende ausgedrückt.
Durch den Anklang von соль (Salz) wollte der Autor offenbar einen Bezug zum Meer herstellen. Da Grin als Seemann mit vielen Häfen und fremden Sprachen in Berührung kam, ist auch ein Bezug zur Hafenstadt Limassol auf Zypern oder dem spanischen Adjektiv azul (blau) denkbar.

## Varianten
- Assolka (Ассолька) oder Assolinka (Ассолинка) sind zugehörige Diminutive